# Reconditella physconiarum
Reconditella physconiarum är en svampart som beskrevs av Matzer & Hafellner 1990. Reconditella physconiarum ingår i släktet Reconditella, ordningen Sordariales, klassen Sordariomycetes, divisionen sporsäcksvampar och riket svampar.  Arten är reproducerande i Sverige. Inga underarter finns listade i Catalogue of Life.